# Effet lumineux
Un effet lumineux (également appelé effet de lumières ou jeu de lumières) est un dispositif électronique d'éclairage récréatif qui parfois convertit automatiquement un signal audio tel que la musique en rythmique d'effets de lumière. Dans les années 1970 et 1980, différents effets lumineux populaires ont été utilisés dans les discothèques et autres soirées dansantes.
Il en existait initialement de différents types :
- les modulateurs de lumière qui étaient des dispositifs extrêmement simples (et faciles à réaliser par un amateur) dans lequel le son de la musique était envoyé (quasiment) directement vers un triac qui modulait l'intensité de spots multicolores selon l’intensité du son. Des versions plus complexes existaient, dans lesquelles le son était d’abord filtré en bandes étroites de fréquences.
- Les chenillards dans lesquels un ou plusieurs spots s'allumaient en séquence, donnant l'illusion d'un mouvement dont la vitesse pouvait être modulée également par la musique.
- La boule à facettes, qui est une boule suspendue à un moteur en rotation lente (quelques tours par minute) sur laquelle sont collés des centaines de petits miroirs qui reflètent un projecteur qui éclaire la boule, pour faire apparaître des centaines de spots lumineux sur les murs.
- Les stroboscopes qui n'étaient activés qui pendant des courtes durées, pour donner l'illusion d'un mouvement saccadé.
- le projecteur à filtre ou à bain d'huile rotatif, dans lequel un moteur faisait tourner un filtre coloré pour obtenir des changements de couleur d'éclairage, ou un disque contenant les liquides colorés non miscibles de couleurs différentes pour projeter des images du même type que les effets obtenus avec une lampe à lave.

Par la suite, les évolutions technologiques (microprocesseur, leds de puissance, ordinateur, vidéoprojecteur, etc) ont permis l'apparition d'effets toujours plus complexes avec toujours plus de spots permettant par exemple de réaliser des animations sur des matrices de spots.